# Liste der Abgeordneten zum Greizer Landtag (1867–1870)
Diese Liste nennt die Abgeordneten zum Greizer Landtag 1867–1870.

## Vorbemerkungen
Der Greizer Landtag bestand 1867 bis 1919. Bis 1918 wurden die Abgeordneten auf sechs Jahre gewählt. Alle drei Jahre schied eine Hälfte der Abgeordneten aus und wurde neu gewählt. Entsprechend teilt sich die Liste nach den Wahlen in 3-Jahresabschnitte auf. Neben den Abgeordneten wurden auch individuelle Stellvertreter gewählt. Diese sind aufgeführt, wenn sie an Landtagen teilgenommen haben.
Unter „Wahlbezirk“ ist angegeben, wie die Wahl zustande kam.
- Drei der Mitglieder wurden vom Fürsten ernannt, gekennzeichnet mit „F“
- Zwei der Mitglieder wurden von den Ritterguts- und Großgrundbesitzern in direkter Wahl gewählt, gekennzeichnet mir „RG“
- Sieben Mitglieder wurden von den übrigen Staatsbürgern in indirekter Wahl gewählt, gekennzeichnet mit „AW“. AW 1 und 2 entsprachen jeweils eine Hälfte der Stadt Greiz, AW 3 der Stadt Zeulenroda, AW 4 bis 6 waren Landgemeinden der Herrschaft Greiz und AW 7 die Landgemeinden der Herrschaft Burgk.

Das Parteienwesen entstand erst im Laufe der Zeit. Für die Anfangszeit ist unter „Partei“ die politische Richtung des Abgeordneten angegeben, als NL für Nationalliberal oder kons für Konservativ.

## Liste
Als Übergangslösung wurde die Hälfte der Abgeordneten ausgelost, die nur für drei Jahre gewählt waren.
| Name                            | Wohnort                  | Wahlbezirk | gewählt bis       | Partei     | Anmerkung |
| ------------------------------- | ------------------------ | ---------- | ----------------- | ---------- | --- |
| Karl Friedrich Bauch            | Irchwitz                 | AW 4       | 31. Dezember 1870 | ./.        | 0 |
| Ferdinand Büttner               | Greiz                    | AW 2       | 31. Dezember 1870 | NL         | Vom 25. November bis 31. Dezember 1870 Stellvertreter für Zopf |
| Theodor von Dietel              | Greiz                    | F          | 31. Dezember 1873 | kons       | Am 21. Juli 1870 und vom 5. bis 10. Dezember 1870 Stellvertreter für von Geldern-Crispendorf |
| Gottfried Heinrich Dietzel      | Hain                     | AW 5       | 31. Dezember 1873 | kons       | Vom 9. bis 14. Dezember 1870 Stellvertreter für Strauß |
| Richard von Geldern-Crispendorf | Greiz                    | F          | 31. Dezember 1873 | kons       | 0 |
| Lucian Hempel                   | Greiz                    | AW 6       | 31. Dezember 1870 | NLP        | 0 |
| Franz Hoffmann                  | Greiz                    | F          | 31. Dezember 1873 | Monarchist | Erst am 9. Dezember 1867 eingetreten und am 2. Oktober 1871 verstorben. Nachfolger war Weidinger. |
| Eduard Knoll                    | Greiz                    | F          | 31. Dezember 1870 | ./.        | Landtagsvizepräsident vom 9. August bis 12. Oktober 1867. Amtierender Landtagspräsident vom 25. November bis 31. Dezember 1870                                                                                       |
| Heinrich von Kommerstädt        | Ober- und Unterschönfeld | RG         | 31. Dezember 1870 | ./.        | 0 |
| Richard Leidholdt               | Greiz                    | AW 1       | 31. Dezember 1873 | ./.        | Erst am 20. August 1867 eingetreten |
| Karl Friedrich Petzold          | Schönfeld                | RG         | 31. Dezember 1870 | ./.        | 1870 Stellvertreter für von Kommerstädt |
| Heinrich Schilbach              | Greiz                    | F          | 31. Dezember 1873 | ./.        | Vom 7. bis 19. August 1867 und vom 12. bis 29. Juli 1870 Stellvertreter für Leidholdt |
| Carl Schmidt                    | Zeulenroda               | AW 1       | 31. Dezember 1873 | ./.        | Amtierender Landtagsvizepräsident vom 25. November bis 31. Dezember 1870. |
| Gottlieb Schwalbe               | Fröbersgrün              | F          | 31. Dezember 1873 | ./.        | Vom 7. August bis 18. Oktober 1867 Stellvertreter für Hofmann |
| Heinrich August Schwarz         | Zeulenroda               | AW 7       | 31. Dezember 1870 | kons       | Vom 25. November bis 31. 1867 Stellvertreter für Weigelt. Eigentlich war Paulus Grimm als Stellvertreter gewählt worden, dieser starb aber am 9. August 1869, so dass Schwarz am 6. Dezember 1869 nachgewählt wurde. |
| Johann Friedrich Strauß         | Zoghaus                  | AW 5       | 31. Dezember 1873 | ./.        | Verstorben am 24. Juni 1872, Nachfolger wurde David Feistel junior |
| Heinrich Weigelt                | Burgk                    | AW 7       | 31. Dezember 1870 | kons       | Landtagsvizepräsident vom 10. Dezember 1867 bis 23. November 1868 und vom 3. Mai bis 31. Dezember 1870. |
| Hugo Wittich                    | Rittergut Dörflas        | RG         | 31. Dezember 1873 | ./.        | 0 |
| Theodor Zopf                    | Greiz                    | AW 2       | 31. Dezember 1870 | NLP        | Landtagspräsident |